# 1942-es Copa América
Az 1942-es Dél-amerikai Válogatottak Bajnoksága a 17. dél-amerikai kontinenstorna volt. Először fordult elő, hogy hét csapat vett részt az eseményen. Uruguay rendezte, és a házigazda csapat meg is nyerte.

## Résztvevők
| - Argentína - Brazília - Chile - Ecuador | - Paraguay - Peru - Uruguay |

Bolívia és Kolumbia visszalépett.

## Eredmények
A hét résztvevő válogatott egy csoportban, körmérkőzéses formában mérkőzött meg egymással. A csoport élén végzett csapat nyerte meg a kontinensviadalt.

### Mérkőzések
| 1942. január 10. |

| Uruguay                                                              | 6–1   | Chile        |
| -------------------------------------------------------------------- | ----- | ------------ |
| L. E. Castro 7' 76' O. Varela 12' Ciocca 15' Contreras 37' Porta 54' | (4–1) | Contreras 1' |

| Estadio Centenario, Montevideo Nézőszám: 40 000 Játékvezető: José Bartolomé Macías (argentin) |

| 1942. január 11. |

| Argentína                                  | 4–3   | Paraguay                   |
| ------------------------------------------ | ----- | -------------------------- |
| Sandoval 9' Masantonio 30' 47' Perucca 88' | (2–0) | Sánchez 59' Aveiro 75' 86' |

| Estadio Centenario, Montevideo Nézőszám: 20 000 Játékvezető: José Ferreira Lemos (brazil) |

| 1942. január 14. |

| Brazília                                       | 6–1   | Chile         |
| ---------------------------------------------- | ----- | ------------- |
| Patesko 1' 78' Pirillo 23' 63' 86' Cláudio 66' | (2–1) | Domínguez 35' |

| Estadio Centenario, Montevideo Nézőszám: 10 000 Játékvezető: Anibal Tejada (uruguayi) |

| 1942. január 17. |

| Argentína                   | 2–1   | Brazília     |
| --------------------------- | ----- | ------------ |
| E. García 3' Masantonio 27' | (2–1) | Servílio 37' |

| Estadio Centenario, Montevideo Nézőszám: 30 000 Játékvezető: Enrique Cuenca (perui) |

| 1942. január 18. |

| Uruguay                                                      | 7–0   | Ecuador |
| ------------------------------------------------------------ | ----- | ------- |
| Zapirain 1' Gambetta 13' S. Varela 16' 24' 29' Porta 23' 42' | (7–0) |         |

| Estadio Centenario, Montevideo Nézőszám: 45 000 Játékvezető: Marcos Gerinaldo Rojas (paraguayi) |

| 1942. január 18. |

| Paraguay    | 1–1   | Peru          |
| ----------- | ----- | ------------- |
| Barrios 35' | (1–1) | Magallanes 1' |

| Estadio Centenario, Montevideo Nézőszám: 45 000 Játékvezető: José Bartolomé Macías (argentin) |

| 1942. január 21. |

| Brazília       | 2–1   | Peru           |
| -------------- | ----- | -------------- |
| Amorim 43' 56' | (2–1) | Magallanes 73' |

| Estadio Centenario, Montevideo Nézőszám: 10 000 Játékvezető: Marcos Gerinaldo Rojas (paraguayi) |

| 1942. január 22. |

| Paraguay                     | 2–0   | Chile |
| ---------------------------- | ----- | ----- |
| Barrios 33' Baudo Franco 54' | (1–0) |       |

| Estadio Centenario, Montevideo Nézőszám: 25 000 Játékvezető: José Ferreira Lemos (brazil) |

| 1942. január 22. |

| Argentína                                                                                    | 12–0  | Ecuador |
| -------------------------------------------------------------------------------------------- | ----- | ------- |
| E. García 2' Moreno 12' 16' 22' 32' 89' Pedernera 25' Masantonio 54' 65' 68' 70' Perucca 88' | (6–0) |         |

| Estadio Centenario, Montevideo Nézőszám: 25 000 Játékvezető: Manuel Soto (chilei) |

| 1942. január 24. |

| Uruguay       | 1–0   | Brazília |
| ------------- | ----- | -------- |
| S. Varela 32' | (1–0) |          |

| Estadio Centenario, Montevideo Nézőszám: 55 000 Játékvezető: Marcos Gerinaldo Rojas (paraguayi) |

| 1942. január 25. |

| Paraguay                               | 3–1   | Ecuador     |
| -------------------------------------- | ----- | ----------- |
| Baudo Franco 5' Mingo 57' Ibarrola 62' | (1–0) | Jiménez 46' |

| Estadio Centenario, Montevideo Nézőszám: 12 000 Játékvezető: Manuel Soto (chilei) |

| 1942. január 25. |

| Argentína                  | 3–1   | Peru          |
| -------------------------- | ----- | ------------- |
| Heredia 12' Moreno 65' 72' | (1–1) | Fernández 17' |

| Estadio Centenario, Montevideo Nézőszám: 12 000 Játékvezető: Anibal Tejada (uruguayi) |

| 1942. január 28. |

| Peru                       | 2–1   | Ecuador     |
| -------------------------- | ----- | ----------- |
| Quiñónez 32' L. Guzmán 62' | (1–0) | Jiménez 52' |

| Estadio Centenario, Montevideo Nézőszám: 40 000 Játékvezető: Anibal Tejada (uruguayi) |

| 1942. január 28. |

| Uruguay                           | 3–1   | Paraguay    |
| --------------------------------- | ----- | ----------- |
| S. Varela 9' Porta 26' Ciocca 65' | (2–0) | Barrios 58' |

| Estadio Centenario, Montevideo Nézőszám: 40 000 Játékvezető: Enrique Cuenca (perui) |

| 1942. január 31. |

| Argentína | 0–0 | Chile |
| --------- | --- | ----- |
|           |     |       |

| Estadio Centenario, Montevideo Nézőszám: 15 000 Játékvezető: Enrique Cuenca (perui) |

- A 43. percben a chilei játékosok levonultak a pályáról, a játékvezető gyenge teljesítménye ellen tiltakozva. A mérkőzést Argentínának írták jóvá.

| 1942. január 31. |

| Brazília                                | 5–1   | Ecuador                |
| --------------------------------------- | ----- | ---------------------- |
| Tim 10' Pirillo 12' 29' 76' Zizinho 60' | (3–1) | Alvarez 19' (11-esből) |

| Estadio Centenario, Montevideo Nézőszám: 40 000 Játékvezető: José Bartolomé Macías (argentin) |

| 1942. február 1. |

| Uruguay                                  | 3–0   | Peru |
| ---------------------------------------- | ----- | ---- |
| Chirimini 47' L. E. Castro 54' Porta 77' | (0–0) |      |

| Estadio Centenario, Montevideo Nézőszám: 40 000 Játékvezető: José Bartolomé Macías (argentin) |

| 1942. február 5. |

| Chile                      | 2–1   | Ecuador    |
| -------------------------- | ----- | ---------- |
| Domínguez 20' Armingol 42' | (2–1) | Alcívar 5' |

| Estadio Centenario, Montevideo Nézőszám: 15 000 Játékvezető: Marcos Gerinaldo Rojas (paraguayi) |

| 1942. február 5. |

| Brazília   | 1–1   | Paraguay         |
| ---------- | ----- | ---------------- |
| Zizinho 5' | (1–1) | Baudo Franco 23' |

| Estadio Centenario, Montevideo Nézőszám: 15 000 Játékvezető: José Bartolomé Macías (argentin) |

| 1942. február 7. |

| Chile | 0–0 | Peru |
| ----- | --- | ---- |
|       |     |      |

| Estadio Centenario, Montevideo Nézőszám: 70 000 Játékvezető: José Bartolomé Macías (argentin) |

| 1942. február 7. |

| Uruguay      | 1–0   | Argentína |
| ------------ | ----- | --------- |
| Zapirain 57' | (0–0) |           |

| Estadio Centenario, Montevideo Nézőszám: 70 000 Játékvezető: Marcos Gerinaldo Rojas (paraguayi) |

### Végeredmény
A hazai csapat eltérő háttérszínnel kiemelve.
| Helyezés | Nemzet    | M | Gy | D | V | G+ | G– | Gk  | P  |
| -------- | --------- | - | -- | - | - | -- | -- | --- | -- |
| Arany    | Uruguay   | 6 | 6  | 0 | 0 | 21 | 2  | +19 | 12 |
| Ezüst    | Argentína | 6 | 5  | 0 | 1 | 21 | 6  | +15 | 10 |
| Bronz    | Brazília  | 6 | 3  | 1 | 2 | 15 | 7  | +8  | 7  |
| 4.       | Paraguay  | 6 | 2  | 2 | 2 | 11 | 10 | +1  | 6  |
| 5.       | Peru      | 6 | 1  | 2 | 3 | 5  | 10 | –5  | 4  |
| 6.       | Chile     | 6 | 1  | 1 | 4 | 4  | 15 | –11 | 3  |
| 7.       | Ecuador   | 6 | 0  | 0 | 6 | 4  | 31 | –27 | 0  |

| Az 1942-es Dél-amerikai Válogatottak Bajnoksága győztese |
| -------------------------------------------------------- |
| URUGUAY 8. cím                                           |

### Gólszerzők
| 7 gólos - Herminio Masantonio - José Manuel Moreno 6 gólos - Sylvio Pirillo 5 gólos - Roberto Porta - Severino Varela 3 gólos - Marcial Barrios - Fabio Baudo Franco - Luis Ernesto Castro - Bibiano Zapirain | 2 gólos - Enrique García - Angel Perucca - Pedro Amorim - Rodolfo Barteczko - Zizinho - Alfonso Domínguez - José María Jiménez - Rubén Aveiro - Adolfo Magallanes - Aníbal Ciocca 1 gólos - Juan Carlos Heredia - Adolfo Pedernera - Raimundo Sandoval | 1 gólos (folytatás) - Cláudio - Servílio - Tim - Benito Armingol - Armando Contreras - Marino Alcívar - Enrique Alvarez - Gorgonio Ibarrola - Eduardo Mingo - Vicente Sánchez - Luis Guzmán - Leopoldo Quiñónez - Teodoro Fernández - Oscar Chirimini - Schubert Gambetta - Obdulio Varela |

## Külső hivatkozások
- 1942 South American Championship